# Phytomyza nigricornis
Phytomyza nigricornis är en tvåvingeart som beskrevs av Macquart 1835. Phytomyza nigricornis ingår i släktet Phytomyza och familjen minerarflugor.
Artens utbredningsområde är Frankrike. Inga underarter finns listade i Catalogue of Life.